# 제25회 카를로비바리 국제 영화제
제25회 카를로비바리 국제 영화제는 1986년 7월 3일에 열린 시상식이다.

## 수상 및 후보

### 대상(장편)
- A Street to Die - 빌 베넷 수상